# Peachia chilensis
Peachia chilensis is een zeeanemonensoort uit de familie Haloclavidae. De anemoon komt uit het geslacht Peachia. Peachia chilensis werd in 1931 voor het eerst wetenschappelijk beschreven door Carlgren. 